# Syczuanozaur
Syczuanozaur (Szechuanosaurus) – teropod znany z czterech zębów odkrytych w osadach późnojurajskiej formacji Kuangyuan w chińskiej prowincji Syczuan; jego nazwa znaczy „jaszczur z Syczuan”. Obejmuje jeden gatunek, Szechuanosaurus campi Yang, 1942. Carrano, Benson i Sampson (2012) stwierdzili, że na podstawie budowy jego zębów można go tylko zaliczyć do teropodów, bez możliwości stwierdzenia, do której ich grupy należał. Do tego gatunku zaliczano też okaz CV 00214, niekompletny szkielet pozaczaszkowy odkryty w osadach formacji Shangshaximiao w Syczuanie. Razem z tym okazem zachowały się zęby przypominające zęby S. campi; jednak Paul (1988) stwierdził, że zęby znalezione razem z CV 00214 nie mają korzeni, co sugeruje, że są to złamane zęby padlinożercy, który posilał się na CV 00214. Tym samym nie są znane żadne zęby okazu CV 00214, w związku z czym niemożliwe są jego porównania z Szechuanosaurus campi i nie można stwierdzić, czy należy on do tego gatunku. Carrano i współpracownicy zaliczyli CV 00214 do gatunku Yangchuanosaurus shangyouensis, zaś S. campi uznali za nomen dubium. Nie można też potwierdzić bliskiego pokrewieństwa S. campi z domniemnanym drugim gatunkiem z rodzaju Szechuanosaurus, opisanym w 1993 r. "Szechuanosaurus" zigongensis Gao, 1993; Carrano i współpracownicy przenieśli ten gatunek do rodzaju Yangchuanosaurus.